# FutureSex/LoveSounds
"FutureSex / LoveSounds" е вторият студиен албум на американския певец Джъстин Тимбърлейк. Пуснат на пазара на 12 септември 2006 г. от Jive Records. Записването на албума продължава от ноември 2005. до юли следващата година, „Томас Krouna“ студио в Вирджиния Бийч. FutureSex / LoveSounds се продуцира от Тимбърлейк и Timbalend. Текстовете на песните засягат теми като секса и любовта. След четири годишно отсъствие от музикалната сцена, Тимбърлейк издаде албум. Вторият му студиен албум е като цяло положителна оценка от критиците. Продаден в почти 9 милиона копия по целия свят, от които 4 милиона в САЩ, което го прави двадесет и осми най-продавания албум на 2000. Списание Rolling Stone го сложи на 46-а позиция в списъците на най-добрите албуми на 2000 г. и Rhapsody на 18 в списъка си на 100 "най-добрия албум на десетилетието.

## Списък на песните
| №   | Име                                                                                    | Време |
| --- | -------------------------------------------------------------------------------------- | ----- |
| 1.  | FutureSex/LoveSound                                                                    | 4:01  |
| 2.  | SexyBack (с участието на Тимбаленд)                                                    | 4:02  |
| 3.  | Sexy Ladies/Let Me Talk to You (Prelude)                                               | 3:32  |
| 4.  | My Love (с участието на T.I.)                                                          | 4:36  |
| 5.  | LoveStoned/I Think She Knows Interlude                                                 | 7:24  |
| 6.  | What Goes Around.../...Comes Around Interlude                                          | 7:29  |
| 7.  | Chop Me Up (с участието на Тимбаленд и Три Сикс Мафия)                                 | 5:04  |
| 8.  | Damn Girl (с участието на Уил Ай Ем)                                                   | 5:12  |
| 9.  | Summer Love/Set the Mood Prelude                                                       | 6:24  |
| 10. | Until the End of Time                                                                  | 5:23  |
| 11. | Losing My Way                                                                          | 5:22  |
| 12. | (Another Song) All Over Again                                                          | 5:47  |
| 13. | Until the End of Time 1 (в дует с Бионсе)                                              | 3:51  |
| 14. | SexyBack (DJ Wayne Williams Ol' Skool Remix) 1 (с участието на Миси Елиът и Тимбаленд) | 4:17  |
| 15. | Sexy Ladies (Remix) 1 (с участието на Фифти Сент)                                      | 3:51  |
| 16. | Pose 2 (с участието на Снуп Дог)                                                       | 3:47  |

1 Само в луксозното издание
2 Само в и японското издание